# ヨハネス・ヤコブ・ヘーゲットシュバイラー

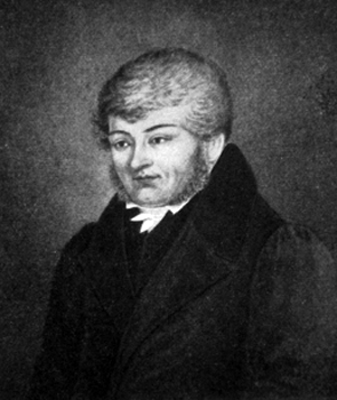
Johannes Jacob Hegetschweiler.

ヨハネス・ヤコブ・ヘーゲットシュバイラー（Johannes Jacob Hegetschweiler、1789年12月14日 - 1839年9月9日）はスイスの医師、政治家、植物学者である。スイスの高山植物について研究した。

## 略歴
チューリッヒ州のリファースヴィル（Rifferswil）に医師、農家の息子に生まれた。チューリッヒやテュービンゲン大学で医学を学んだ。テュービンゲン大学では博物学者のカール・フリードリヒ・キールマイヤーの講義も聴き影響を受けた。1812年に学位を得た。1813年からライナウの軍病院で働き、1814年から1831年までシュテファ（Stäfa）で医師として働いた。
余暇に野生の植物を集め、自宅の庭で栽培し観察した。高山植物に興味を持ち、何度も登山を行った、特に標高3614mのトーディ山（Tödi）には1819年から3度、登頂に挑んだ。トーディ山の初登頂には成功しなかったが、正確な地形図や標高測定結果、雪渓や氷河の観察結果や多くの植物標本を収集した。高山植物の環境の違いによる種の構成の違いに関する多くの知見を発表した。1822年にズーター（Johann Rudolph Suter）の"Flora helvetica" の改訂版を執筆し、1838年から"Die Flora der Schweiz"の執筆を始め、これは、ヘーゲントシュバイラーの没後、オズヴァルト・ヘールによって1840年に完成された。
政治家としてチューリッヒ州の政府にも加わり、穏健な自由主義者として活動したが、1839年9月6日の保守主義者のクーデターによる銃撃戦で頭部に被弾し、数日後に死亡した。
ヤナギ科の種、Salix hegetschweileri に献名された。

## 著作
- 1824—1834. Sammlung von schweizer Pflanzen. 8 vols.
- 1825. Reisen in Gebirgstock zwischen Glarus und Graubünden. 193 pp.
- 1828—1834. Die Giftpflanzen der Schweiz. 6 fasc.
- 1831. Beyträge zu einer kritischen Aufzählung der Schweizerpflanzen. 382 pp.
- 1840. Die Flora der Schweiz. 1008 pp.